# Margot Hielscher
Margot Hielscher (Berlino, 29 settembre 1919 – Monaco di Baviera, 20 agosto 2017) è stata una cantante, attrice, costumista e conduttrice televisiva tedesca.
Interprete del genere Schlager, tra i suoi brani più noti figurano Anette, Frauen sind keine Engel, Frère Jacques, Für zwei Groschen Musik, Ich sage ja, Schau in meine Augen, Das Schwabinglied, Der Theodor, der Theodor, Telefon, Telefon. Ha partecipato all'Eurovision Song Contest 1957 e 1958.
Come attrice, partecipò ad una sessantina di produzioni cinematografiche. tra l'inizio degli anni quaranta e l'inizio degli anni ottanta  e a 200 differenti produzioni televisive  tra la metà degli anni cinquanta e la prima metà degli anni novanta. Tra i suoi ruoli principali, figurano quello di Helen Philps nel film Arrivederci Francesca (1941), quello di Jeanette nel film La spia dagli occhi verdi (1954),  quello di Hortense de Werth nel film Il letto rosa (1962), ecc.
Condusse inoltre il talk show Zu Gast bei Margot Hielscher.
Era la moglie del compositore Friedrich Meyer (1915–1993) ed era decorata con la croce al merito della Repubblica Federale Tedesca.

## Discografia parziale
- Ein Mädchen aus Berlin (1999)
- Hallo, Fräulein! (2009)

### Singoli
- Das Schwabing-Lied/Ich will ja nur dich (1955)
- Geh', Bubi/Montevideo (1962)

## Filmografia parziale

### Attrice

#### Cinema
- Cuor di regina (Das Herz der Königin), regia di Carl Froelich (1940)
- Arrivederci Francesca (Auf Wiedersehen, Franziska!), regia di Helmut Käutner (1941)
- Realtà romanzesca (Frauen sind keine Engel), regia di Willi Forst (1943)
- L'avventura di Butterfly (Das Lied der Nachtigall), regia di Theo Lingen (1944)
- In flagranti, regia di Hans Schweikart (1944)
- Der Täter ist unter uns, regia di Herbert B. Fredersdorf (1944)
- Hallo, Fräulein!, regia di Rudolf Jugert (1949)
- Liebe auf Eis, regia di Kurt Meisel (1950)
- Der Teufel führt Regie, regia di Kurt Meisel  (1951)
- Di notte sulle strade (Nachts auf den Straßen), regia di Rudolf Jugert (1952)
- I lupi mannari (The Devil Makes Three), regia di Andrew Marton (1952)
- Heimweh nach dir, regia di Robert A. Stemmle (1952)
- Johnny rettet Nebrador (Johnny salva Nebrador), regia di Rudolf Jugert (1953)
- Circo in fiamme (Salto Mortale), regia di Viktor Tourjansky (1953)
- Nel gorgo del peccato, regia di Vittorio Cottafavi (1954)
- La spia dagli occhi verdi (Die Mücke), regia di Walter Reisch (1954)
- Anastasia, l'ultima figlia dello zar (Anastasia - Die letzte Zarentochter ), regia di Falk Harnack (1956)
- Il gioco dell'assassino (Mörderspie), regia di Helmuth Ashley (1961)
- Il letto rosa (Das schwarz-weiß-rote Himmelbett), regia di Rolf Thiele (1962)
- L'incesto (Wälsungenblut), regia di Rolf Thiele (1965)
- Resta pura, amore mio (Bleib sauber, Liebling), regia di Rolf Thiele (1971)
- Leva lo diavolo tuo dal... convento (Frau Wirtins tolle Töchterlein), regia di Franz Antel (come rançois Legrand) (1973)
- Doktor Faustus, regia di Franz Seitz (1982)

#### Televisione
- Staatsbegräbnis - film TV (1956)
- Tales of the Vikings - serie TV (1959)
- Salto mortale - serie TV, 8 episodi (1969) - ruolo: Gloria
- Suchen Sie Dr. Suk! - serie TV, 13 episodi (1972) - Lady Summertime
- Gestern gelesen - serie TV, 1 episodio (1973)
- Dr. med. Mark Wedmann - Detektiv inbegriffen - serie TV, 9 episodi (1974) - Dott.ssa Yvonne Versseux
- Flirt von gestern - film TV (1975)
- Hundert Mark - serie TV (1975)
- Die Kette - miniserie (1977) - Sybill Conway
- Un caso per due - serie TV, 2 episodi (1982) - Sig.ra Mangold
- Dortmunder Roulette - serie TV (1988)
- Rivalen der Rennbahn - serie TV, 4 episodi (1989) - Contessa Hayn-Hohenstein
- Ein Heim für Tiere - serie TV, 1 episodio (1992)
- Der Nelkenkönig - serie TV (1994)

### Costumista
- Papà cerca moglie (Hurra, ich bin Papa!), regia di Kurt Hoffmann (1939)
- Vivi con il tuo amore (Lauter Liebe), regia di Heinz Rühmann (1940)
- Arrivederci Francesca (Auf Wiedersehen, Franziska!), regia di Helmut Käutner (1941)
- Der Gasmann, regia di Carl Froelich (1941)

### Colonna sonora
- Bei Dir war es immer so schön (1954)
- Nel gorgo del peccato (1954)
- Der neunte Tag (2004)

## Programmi televisivi
- Zu Gast bei Margot Hielscher

## Premi & riconoscimenti
- 1963: Nomination al Deutscher Filmpreis d'oro come miglior attrice non protagonista per Das schwarz-weiß-rote Himmelbett[6]
- 1965: Nomination al Deutscher Filmpreis d'oro come miglior attrice non protagonista per L'incesto (Wälsungenblut)[6]
- 1985: Deutscher Filmpreis onorario[6]